# Lloyd Appleton
Lloyd Otto Appleton (ur. 1 lutego 1906 w Edgewood, zm. 17 marca 1999 w Oberlin) – amerykański zapaśnik w stylu wolnym. Srebrny medalista olimpijski z Amsterdamu. 
Walczył w stylu wolnym w wadze 72 kg. Był wykładowcą psychologii w Akademii West Point.